# Jérôme Lalande
Joseph Jérôme Lefrançois de Lalande (1732-1807) là nhà thiên văn học người Pháp. Ông cùng Nicolas Lacaille xác lập một cách chắc chắn khoảng cách từ Trái Đất tới Mặt Trăng là khoảng 384000 km. Hai người đã kết hợp với nhau rất tốt. Để có thể làm được công việc lớn lao này, họ đứng ở hai địa điểm rất xa nhau: một người đứng ở thủ đô Berlin của Đức, một người đứng ở Mũi Hảo Vọng. Họ lấy một điểm trên Mặt Trăng để dễ xác định. Từ hai điểm Berlin và Mũi Hảo Vọng, họ có thể tính khoảng cách giữa hai điểm đó, đồng thời có thể tính được các góc tạo bởi ba điểm nói trên. Ngoài ra, ông còn đề xuất tên gọi Herschel cho Thiên Vương tinh để tưởng nhớ người phát hiện ra nó, William Herschel. Để tưởng nhớ tới đóng góp của ông, người ta đã lấy tên ông để đặt cho tiểu hành tinh 9136 Lalande. Thêm vào đó, ông được ghi tên tại tháp Eiffel.

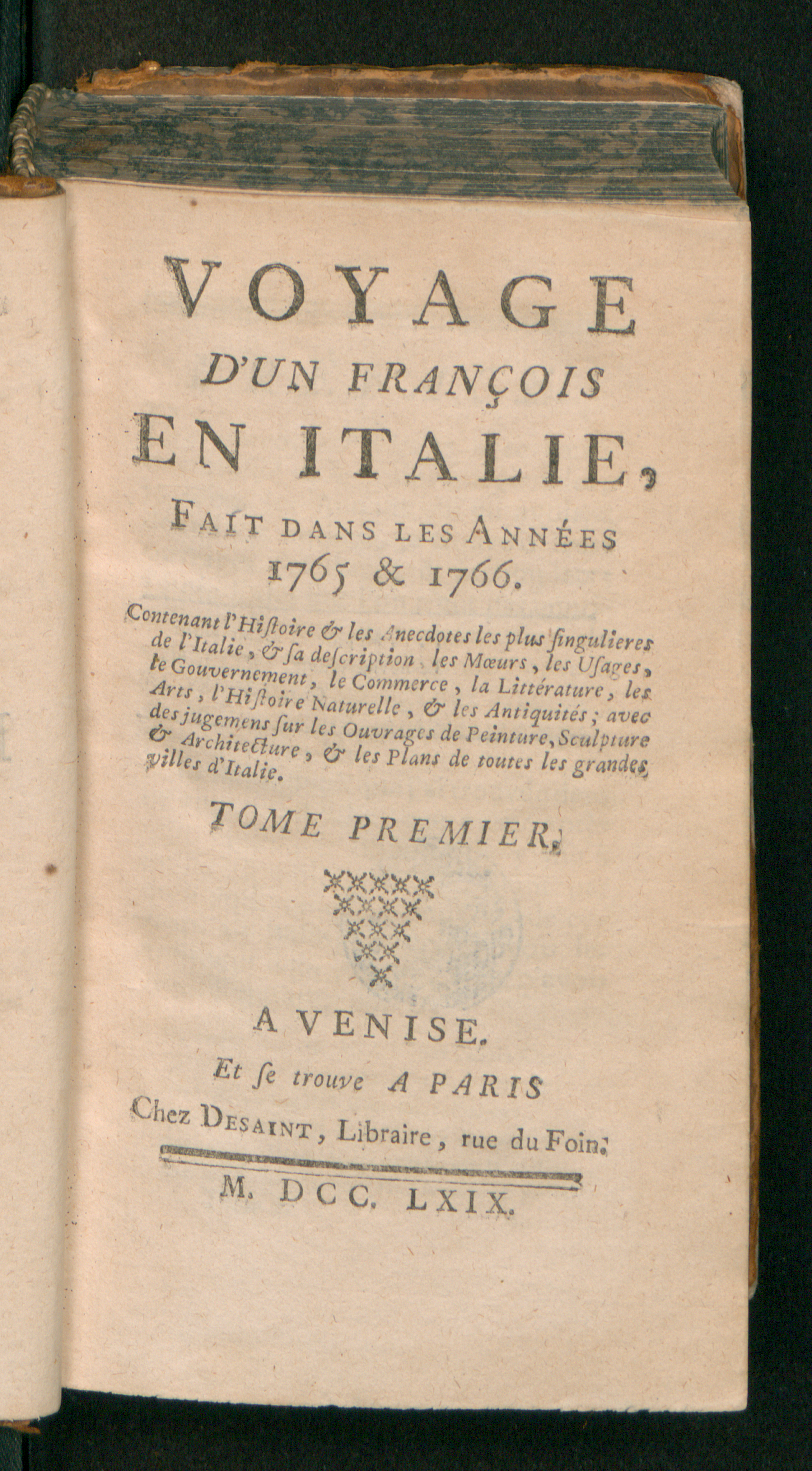
Voyage d'un françois en Italie, fait dans les années 1765 et 1766. Tome premier, 1769

### Nghiên cứu thêm
- Mémoires de l'Institut, VIII (1807) (JBJ Delambre)
- J-B Delambre: Histoire de l'astronomie au XVIIIe siècle, p. 547
- Magazin encyclopédique, II, 288 (1810) (Mme de Salm);
- JS Bailly, Histoire de l'astronomie moderne, t. III, (ed. 1785)
- J Mädler: Geschichte der Himmelskunde II, 141
- R Wolf, Geschichte der Astronomie
- JJ Lalande, Bibliographie astronomique p. 428
- JC Poggendorff, Biographisch-lit. Handwörterbuch
- Maximilien Marie: Histoire des sciences mathématiques et physiques IX, 35.
- Jérôme Lalande tại Dự án Phả hệ Toán học